# Rauvolfia capixabae
Rauvolfia capixabae là một loài thực vật có hoa trong họ La bố ma. Loài này được I.Koch & Kin.-Gouv. mô tả khoa học đầu tiên năm 2007.